# 木原愛美
木原 愛美（きはら まなみ、1979年12月24日 - ）は、日本の元AV女優。

## 略歴
1990年代末に活動した。グラビア活動を経て、1998年11月、『美姫 Part 6』（シャイ）でAVデビュー。

## 作品

### アダルトビデオ（オリジナル作品）
1998年
- 美姫 Part 6　（1998年11月30日、シャイ）
- SUPREME　（1998年12月25日、シャイ）

1999年
- 胸いっぱいの季節　（1999年1月26日、シャイ）
- 獣のように VII　（1999年2月25日、シャイ）

### アダルトビデオ（主要編集作品）
- BREAK　（1999年5月28日、シャイ）　4作品を120分に編集したDVD
- Like a Beast　（2003年2月28日、シャイ）　「獣のように」拡大版DVD